# کریگ منیئر
کریگ منیئر (انگلیسی: Craig Menear؛ زادهٔ ۱۹۵۸) مدیر اجرایی اهل ایالات متحده آمریکا است، که هم‌اکنون به‌عنوان مدیرعامل و رئیس هیئت مدیره شرکت هوم دیپو فعالیت می‌کند.